# Hold My Hand (canção de Jess Glynne)
"Hold My Hand" é uma canção gravada pela cantora e compositora britânica Jess Glynne, para seu álbum de estreia, I Cry When I Laugh, previsto de ser lançado em 14 de agosto de 2015. A faixa foi escrita pela própria juntamente com Janee Bennett, Ina Wroldsen e Jack Patterson, sendo produzida pelo último. A faixa foi lançada como segundo single do disco em 22 de março de 2015.

## Vídeo musical
O vídeo musical correspondente à "Hold My Hand" foi dirigido por Emil Nava e lançado em 23 de fevereiro de 2015.

## Faixas e formatos
| Download digital |                |         |  |
| N.º              | Título         | Duração |  |
| 1.               | "Hold My Hand" | 3:47    |  |

| Extended play (EP) digital de remixes |                                   |         |  |
| N.º                                   | Título                            | Duração |  |
| 1.                                    | "Hold My Hand" (MJ Cole Remix)    | 5:46    |  |
| 2.                                    | "Hold My Hand" (Chris Lake Remix) | 4:59    |  |
| 3.                                    | "Hold My Hand" (Le Youth Remix)   | 3:59    |  |

## Desempenho nas tabelas musicais
| Tabela musical (2014)                             | Melhor posição |
| ------------------------------------------------- | -------------- |
| O campo songid é OBRIGATÓRIO PARA PARADA ALEMÃ    | 19             |
| Austrália (ARIA)                                  | 16             |
| Áustria (Ö3 Austria Top 75)                       | 27             |
| Bélgica (Ultratip Bubbling Under de Flandres)     | 15             |
| Bélgica (Ultratip Bubbling Under da Valônia)      | 1              |
| Escócia (Scottish Singles Chart)                  | 1              |
| Espanha (PROMUSICAE)                              | 21             |
| Eslováquia (Rádio Top 100)                        | 23             |
| Europa (Billboard Euro Digital Song Sales)        | 1              |
| Estados Unidos (Billboard Dance/Electronic Songs) | 15             |
| França (SNEP)                                     | 180            |
| Irlanda (IRMA)                                    | 7              |
| Israel (Media Forest)                             | 2              |
| Itália (FIMI)                                     | 13             |
| Países Baixos (Single Top 100)                    | 15             |
| República Checa (Rádio Top 100)                   | 22             |
| Suécia (Sverigetopplistan)                        | 56             |
| Suíça (Schweizer Hitparade)                       | 20             |
| Reino Unido (UK Singles Chart)                    | 1              |

| País (Provedor)   | Certificação | Vendas  |
| ----------------- | ------------ | ------- |
| Reino Unido (BPI) | Platina      | 200.000 |
| Austrália (ARIA   | Ouro         | 35.000  |
| Itália (FIMI)     | Ouro         | 25.000  |

## Histórico de lançamento
| País          | Data                    | Formato                               | Gravadora    |
| ------------- | ----------------------- | ------------------------------------- | ------------ |
| Austrália     | 24 de fevereiro de 2015 | Download digital                      | Warner Music |
| Irlanda       | 24 de fevereiro de 2015 | Download digital                      | Warner Music |
| Nova Zelândia | 24 de fevereiro de 2015 | Download digital                      | Warner Music |
| Reino Unido   | 24 de fevereiro de 2015 | Download digital                      | Warner Music |
| Reino Unido   | 20 de março de 2014     | Extended play (EP) digital de remixes | Warner Music |